# Митніку-Мік
Митніку-Мік (рум. Mâtnicu Mic) — село у повіті Тіміш в Румунії. Входить до складу комуни Фирдя.
Село розташоване на відстані 341 км на північний захід від Бухареста, 73 км на схід від Тімішоари.

## Населення
За даними перепису населення 2002 року у селі проживали 219 осіб, з них 215 осіб (98,2%) румунів. Рідною мовою 216 осіб (98,6%) назвали румунську.